# 2000年夏季残疾人奥林匹克运动会白俄罗斯代表团
2000年夏季残疾人奥林匹克运动会白俄罗斯代表团是白俄罗斯派出的2000年夏季残疾人奥林匹克运动会代表团。获得5枚金牌、8枚银牌和10枚铜牌。